# Требушет
Требушет (на френски: trébuchet) е обсадна машина, използвана през Средновековието. Оригиналната ѝ версия е създадена около 4 век пр.н.е. в Гърция и Китай. По-късно човешката сила е заменена от противотежест. Това е по-познатият вид требушет.
Требушетът с противотежест се появява в християнските и мюсюлманските държави по Средиземноморието през 12 век. Той може да изстрелва снаряди с тегло до 140 кг с висока скорост по вражеските укрепления. Понякога като снаряди се използват заразени животински трупове, които се изстрелват към градовете над крепостната стена като опит за създаване на епидемия – средновековен пример за биологично оръжие.
Требушетът се използва до 16 век, дълго след появата на барута. Той е много по-точен от другите средновековни метателни оръжия.